# Lindsay Anderson
Lindsay Gordon Anderson (17. dubna 1923 Bengalúru — 30. srpna 1994 Angoulême) byl britský filmový režisér, představitel hnutí Svobodný film. Je autorem trilogie spojené postavou Micka Travise (hraje ho Malcolm McDowell), v níž satiricky zkoumá tradiční společenské instituce: Kdyby... (1968) se odehrává v prostředí prestižní internátní školy, Šťastný to muž (1973) je pohledem do zákulisí velké obchodní korporace a Nemocnice Britannia (1982) si bere na mušku komercionalizaci zdravotnictví.

## Život
Lindsay Anderson byl synem generála skotského původu působícího v koloniálních službách v Indii. Za druhé světové války sloužil jako šifrant pro Wireless Experimental Centre v Dillí, po válce studoval na oxfordské Wadham College. V roce 1947 založil spolu s Karlem Reiszem filmový časopis Sequence.

## Dílo
Svůj důraz na společenskokritické poslání filmu oba uplatnili v dokumentech, které natáčeli pro National Film Theatre. Anderson dostal za film Thursday's Children, odehrávající se v ústavu pro hluchoněmé děti, v roce 1955 Oscara pro nejlepší krátkometrážní dokument. Věnoval se také divadelní režii pro londýnské Divadlo Royal Court, v roce 1963 natočil svůj první hraný film Ten sportovní život, adaptaci románu Davida Storeyho o hráči ragby, který obětoval kariéře svůj soukromý život. Za film Kdyby..., reflektující mládežnickou revoltu šedesátých let, obdržel roku 1969 Zlatou palmu. S rostoucím důrazem na finanční úspěch filmové tvorby dostával méně zakázek, posledním jeho celovečerním filmem byla v USA natočená psychologická studie rivality dvou stárnoucích sester Srpnové velryby (1987), později natáčel už jen pro televizi. Byl také hercem, menší role ztvárnil ve filmech Ohnivé vozy a Sveďte to na poslíčka. Napsal knižní životopis svého režisérského vzoru Johna Forda.

## Filmografie

### Hrané filmy
- 1963: Ten sportovní život
- 1967: Bílý autobus
- 1968: Kdyby...
- 1973: Šťastný to muž (Oh. Lucky Man!)
- 1975: Na oslavě (In Celebration)
- 1980: Ohlédni se v hněvu (Look Back in Anger)
- 1982: Nemocnice Britannia (Britannia Hospital)
- 1987: Srpnové velryby (August Whales)
- 1989: Glory! Glory! (TV film)

### Dokumentární filmy
- Meet the Pioneers (1948)
- Idlers that Work (1949)
- Wakefield Express (1952)
- Thursday's Children (1953)
- O Dreamland (1953)
- Každý den kromě Vánoc (1957)
- Raz, dva, trzy - The Singing Lesson (1967, spolurežisér Piotr Szulkin)
- Foreign Skies: Wham! In China (1985)
- Is That All There Is? (1993)